# Rythme Mu

Un deuxième échantillon d'oscillations EEG alpha. Ce rythme se produit à des fréquences similaires au rythme mu, bien que des oscillations alpha soient détectées sur une partie différente du cerveau.

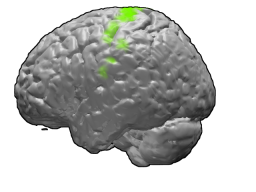
Le cortex moteur gauche, ou BA4, est surligné en vert sur cette vue latérale gauche du cerveau. C'est la zone sur laquelle les rythmes mu sont détectés bilatéralement.

Le rythme sensorimoteur mu, également connu sous le nom de rythmes d' onde mu ou rythmes arciformes, sont des modèles synchronisés d'activité électrique impliquant un grand nombre de neurones, probablement de type pyramidal, dans la partie du cerveau qui contrôle le mouvement volontaire. Ces modèles, mesurés par électroencéphalographie (EEG), magnétoencéphalographie (MEG) ou électrocorticographie (ECoG), se répètent à une fréquence de 7,5 à 12,5 (et principalement de 9 à 11) Hz et sont plus importants lorsque le corps est au repos. Contrairement à l'onde alpha, qui se produit à une fréquence similaire sur le cortex visuel au repos, le rythme mu se trouve sur le cortex moteur, approximativement d'une oreille à l'autre. Les rythmes mu sont supprimés lors des actions motrices ou, avec de la pratique, lorsqu'on visualise l'exécution d'actions motrices. Cette suppression est appelée désynchronisation de l'onde car les formes d'onde EEG sont causées par un grand nombre de neurones qui se déclenchent en synchronie. Le rythme mu est même supprimé lorsqu'on observe une autre personne effectuer une action motrice ou un mouvement abstrait avec des caractéristiques biologiques. Des chercheurs tels que VS Ramachandran et ses collègues ont suggéré que c'est un signe que le système de neurones miroirs est impliqué dans la suppression du rythme mu,, bien que d'autres ne soient pas d'accord.
Les scientifiques qui étudient le développement neuronal s'intéressent aux détails du développement du rythme mu pendant la petite enfance et l'enfance et à son rôle dans l'apprentissage. Puisqu'un groupe de chercheurs pense que les troubles du spectre autistique (TSA) sont fortement influencés par un système de neurones miroirs altéré,, et que la suppression du rythme mu est une indication en aval de l'activité des neurones miroirs, ces scientifiques ont suscité un intérêt plus populaire pour l'étude de l'onde mu chez les personnes atteintes de TSA. Divers chercheurs sont également en train d'utiliser les rythmes mu pour développer une nouvelle technologie : l'interface cerveau-ordinateur (BCI). Avec l'émergence des systèmes BCI, les cliniciens espèrent donner à la population gravement handicapée de nouvelles méthodes de communication et un moyen de manipuler et de naviguer dans son environnement.

## Histoire
Les ondes Mu sont étudiées depuis les années 1930. En 1950, Henri Gastaut et ses collaborateurs ont rapporté une désynchronisation de ces ondes non seulement lors des mouvements actifs de leurs sujets, mais aussi pendant que les sujets observaient des actions exécutées par quelqu'un d'autre. Ces résultats ont ensuite été confirmés par d'autres groupes de recherche, y compris une étude utilisant des grilles d'électrodes sous-durales chez des patients épileptiques. Cette dernière étude a montré une suppression des ondes mu dans des zones somatiques du cortex qui correspondaient à la partie du corps déplacée par l'acteur tandis que les patients observaient. D'autres études ont montré que les ondes mu peuvent également être désynchronisées en imaginant des actions et en visualisant passivement un mouvement.

## Neurones miroirs
Le système des neurones miroirs consiste en une classe de neurones qui a été étudiée pour la première fois dans les années 1990 chez des singes macaques. Des études ont trouvé des ensembles de neurones qui se déclenchent lorsque ces singes effectuent des tâches simples et également lorsque les singes voient d'autres effectuer les mêmes tâches simples. Cela suggère qu'ils jouent un rôle dans la cartographie des mouvements des autres dans le cerveau sans réellement effectuer physiquement les mouvements. Ces ensembles de neurones sont appelés neurones miroirs et forment ensemble le système des neurones miroirs. Les ondes Mu sont supprimées lorsque ces neurones se déclenchent, un phénomène qui permet aux chercheurs d'étudier l'activité des neurones miroirs chez l'homme. Il existe des preuves que les neurones miroirs existent chez les humains ainsi que chez les autres animaux. Le gyrus fusiforme droit, le lobule pariétal inférieur gauche, le cortex pariétal antérieur droit et le gyrus frontal inférieur gauche sont particulièrement intéressants,,.. Certains chercheurs pensent que la suppression des ondes mu peut être une conséquence de l'activité des neurones miroirs dans tout le cerveau et représente un traitement intégratif[Quoi ?] de niveau supérieur de l'activité des neurones miroirs. Des tests sur des singes (utilisant des techniques de mesure invasives) et des humains (utilisant l'EEG et l'IRMf ) ont montré que ces neurones miroirs se déclenchent non seulement pendant les tâches motrices de base, mais ont également des composants qui traitent de l'intention. Il existe des preuves d'un rôle important pour les neurones miroirs chez l'homme, et les ondes mu peuvent représenter une coordination de haut niveau de ces neurones miroirs.

## Développement
Une conceptualisation fructueuse des ondes mu en usage pédiatrique est que la suppression des ondes mu est une représentation de l'activité en cours dans l'environnement et est détectable dans les réseaux frontal et pariétal . Une oscillation au repos est supprimée lors de l'observation d'informations sensorielles telles que des sons ou des images, généralement dans la région corticale frontopariétale (motrice). L'onde mu est détectable pendant la petite enfance dès quatre à six mois, lorsque la fréquence maximale atteinte par l'onde peut être aussi basse que 5,4 Hz, . Il y a une augmentation rapide de la fréquence maximale au cours de la première année de vie, et à l'âge de deux ans, la fréquence atteint généralement 7,5 Hz. La fréquence maximale de l'onde mu augmente jusqu'à l'âge adulte, lorsqu'elle atteint sa fréquence finale et stable de 8 à 13 Hz,,. Ces fréquences variables sont mesurées comme activité autour du sulcus central, dans le cortex Rolandic.
On pense que les ondes Mu sont indicatives de la capacité de développement d'un nourrisson à imiter. Ceci est important car la capacité à imiter joue un rôle vital dans le développement des habiletés motrices, l'utilisation d'outils et la compréhension des informations causales par l'interaction sociale. L'imitation fait partie intégrante du développement des habiletés sociales et de la compréhension des indices non verbaux. Les relations causales peuvent être établies par l'apprentissage social sans nécessiter d'expérience de première main. Dans l'exécution de l'action, les ondes mu sont présentes chez les nourrissons et les adultes avant et après l'exécution d'une tâche motrice et sa désynchronisation qui l'accompagne. Lors de l'exécution d'une action orientée vers un but, cependant, les nourrissons présentent un degré de désynchronisation plus élevé que les adultes. Tout comme lors de l'exécution d'une action, lors de l'observation de l'action, les ondes mu des nourrissons montrent non seulement une désynchronisation, mais montrent une désynchronisation plus importante que celle mise en évidence chez les adultes. Cette tendance aux changements de degré de désynchronisation, plutôt que les changements réels de fréquence, devient la mesure du développement des ondes mu tout au long de l'âge adulte, bien que la plupart des changements aient lieu au cours de la première année de vie. Comprendre les mécanismes partagés entre la perception et l'exécution de l'action dans les premières années de la vie a des implications sur le développement du langage . L'apprentissage et la compréhension par l'interaction sociale proviennent de l'imitation des mouvements ainsi que des sons. Partager l'expérimentation d'un objet ou d'un événement avec une autre personne peut être une force puissante dans le développement du langage.

### Autisme
L'autisme est un trouble associé à des déficits sociaux et communicatifs. Une cause unique de l'autisme n'a pas encore été identifiée, mais le système des ondes mu et des neurones miroirs a été étudié spécifiquement pour leur rôle dans le trouble. Chez un individu en développement typique, le système de neurones miroirs réagit lorsqu'il regarde quelqu'un effectuer une tâche ou l'exécute lui-même. Chez les personnes autistes, les neurones miroirs ne deviennent actifs (et par conséquent les ondes mu sont supprimées) que lorsque l'individu exécute lui-même la tâche,. Cette découverte a conduit certains scientifiques, notamment VS Ramachandran et ses collègues, à considérer l'autisme comme une compréhension désordonnée des intentions et des objectifs des autres individus en raison de problèmes avec le système des neurones miroirs. Cette déficience expliquerait la difficulté des personnes avec autisme à communiquer et à comprendre les autres. Alors que la plupart des études sur le système des neurones miroirs et les ondes mu chez les personnes autistes se sont concentrées sur des tâches motrices simples, certains scientifiques pensent que ces tests peuvent être étendus pour montrer que les problèmes du système des neurones miroirs sous-tendent des déficits cognitifs et sociaux,.
Les magnitudes d'activation de l'IRMf dans le gyrus frontal inférieur augmentent avec l'âge chez les personnes autistes, mais pas chez les individus au développement typique. De plus, une plus grande activation était associée à de plus grands contacts visuels et à un meilleur fonctionnement social. Les scientifiques pensent que le gyrus frontal inférieur est l'un des principaux corrélats neuronaux avec le système des neurones miroirs et est souvent lié aux déficits associés à l'autisme. Ces résultats suggèrent que le système des neurones miroirs se développeraient anormalement chez les personnes autistes. Cette information est importante pour la discussion actuelle car les ondes mu peuvent intégrer différentes zones d'activité des neurones miroirs dans le cerveau. D'autres études ont évalué les tentatives de stimulation consciente du système des neurones miroirs et de suppression des ondes mu à l'aide du neurofeedback (un type de biofeedback donné par des ordinateurs qui analysent les enregistrements en temps réel de l'activité cérébrale, dans ce cas les EEG des ondes mu). Ce type de thérapie en est encore à ses premières phases de mise en œuvre pour les personnes autistes et a des prévisions de succès contradictoires,.

### Les ondes cérébrales
- Onde delta – (0,5 – 4 hertz)
- Onde thêta – (4 – 7 Hz)
- Onde Alpha – (8 – 12 hertz)
- Onde Mu – (8 – 13 hertz)
- Onde SMR – (12,5 – 15,5 hertz) 
  - Onde bêta – (12,5 – 30 Hz)
- Onde gamma – (25 – 140 Hz)